# Дейвид Карбонара
Дейвид Карбонара (на английски: David Carbonara) е американски филмов и телевизионен композитор. Той е най-известен с работата си по телевизионния сериал Mad Men. Другите му изяви включват Vegas, The Romanoffs, минисериала The Secret Life of Marilyn Monroe, както и продуцирането на оригинални песни за драмата The Last Tycoon. Неговата филмова работа включва Spanking the Monkey на Дейвид О. Ръсел, Fast Food Fast Women на Амос Колек и наградения Amélia на бразилската режисьорка Ана Каролина.
Той е сътрудничил с няколко композитори, включително Рейчъл Портман, Мишел Легран и Хауърд Шор.

## Биография
Роден в музикално семейство в Бриджуотър, Масачузетс, Карбонара започва да свири на тромбон на 9-годишна възраст.
В осми клас той е поканен да се присъедини към биг бенда за репетиции в Бриджуотър Стейт Колидж, съставен от студенти и преподаватели от Музикалния колеж „Бъркли“, Консерваторията на Нова Англия и други професионални музиканти. В групата е барабанистът Стив Смит, известен с участието си в групата Journey.
През 70-те години Карбонара започва да свири в нощни клубове с братята си Джон Карбонара, музикален редактор, и Стивън Карбонара, който основава Американското училище за модерна музика в Париж, Франция.

## Образование
След няколко години свирене в групи Карбонара се завръща в Музикалния колеж „Бъркли“ през 1983 г. Несигурен в коя посока да се насочи, Карбонара избира да следва филмова музика – не защото обича или иска да прави музика за филми, а защото това е специалност, която му позволява да посещава уроци по различни дисциплини.